# Minutemen
Minutemen — американський панк-рок-гурт, заснований у 1980 році. Близько шести місяців з гітаристом Д. Буном (D. Boon, повне ім'я Dennes Dale Boon) та бас-гітаристом Майком Воттом (Mike Watt) грав ударник Френк Тонч (Frank Tonche), але потім його замінив Джордж Херлі (George Hurley). Тріо припинило існування після того, як Бун загинув у автокатастрофі в грудні 1985 року. Після розпаду Вотт і Херлі заснували гурт fIREHOSE. Minutemen вважається провідним гуртом раннього каліфорнійського хардкор-панку і сильно вплинули на розвиток американського альтернативного року.

## Дискографія

### Студійні альбоми
- The Punch Line (1981)
- What Makes a Man Start Fires? (1983)
- The Politics of Time (1984)
- Double Nickels on the Dime (1984)
- 3-Way Tie (For Last) (1985)

### EPs
- Paranoid Time (1980)
- Joy (1981)
- Bean-Spill (1982)
- Buzz or Howl Under the Influence of Heat (1983)
- Tour-Spiel (1984)
- Project Mersh|Project: Mersh (1985)
- Minuteflag (1985)

### Збірки
- My First Bells (1985)
- Ballot Result (1986)
- Introducing the Minutemen (1998)

| Валторна | Це незавершена стаття про музичний колектив. Ви можете допомогти проєкту, виправивши або дописавши її. |